# 767
767（七百六十七、ななひゃくろくじゅうなな）は自然数、また整数において、766の次で768の前の数である。

## 性質
- 767は合成数であり、約数は 1, 13, 59, 767 である。
  - 約数の和は840。
- 86番目の回文数である。1つ前は757、次は777。
- 232番目の半素数である。1つ前は766、次は771。
- 各位の和が20になる18番目の数である。1つ前は758、次は776。
- 767 = 3 × 28 − 1
  - n = 8 のときの 3 × 2n − 1 の値(サビット数（英語版）)とみたとき1つ前は383、次は1535。(オンライン整数列大辞典の数列 A055010)

## その他 767 に関連すること
- ボーイング767は、アメリカのボーイング製の旅客機。
  - E-767 は、ボーイング767を改造した早期警戒管制機（AWACS）。
  - KC-767 は、ボーイング767を改造した空中給油・輸送機。
- マツダ・767は、マツダのプロトタイプレーシングカー。
- ハンプトン (USS Hampton, SSN-767) は、アメリカ海軍のロサンゼルス級原子力潜水艦。
- 767-X